# Chou Tien-chen
Chou Tien-chen (周天成S; Taipei, 8 gennaio 1990) è un giocatore di badminton taiwanese.

## Palmarès

### Giochi asiatici
- 3 medaglie:
  - 1 argento (Giacarta 2018 nel singolo)
  - 2 bronzi (Incheon 2014 a squadre; Giacarta 2018 a squadre)

### Giochi dell'Asia orientale
- 1 medaglia:
  - 1 bronzo (Tianjin 2013 a squadre)

### Universiadi
- 4 medaglie:
  - 4 bronzi (Shenzen 2011 a squadre miste; Kazan 2013 nel doppio; Kazan 2013 a squadre miste; Gwangju 2015 nel singolo)